# Schloss Landeck

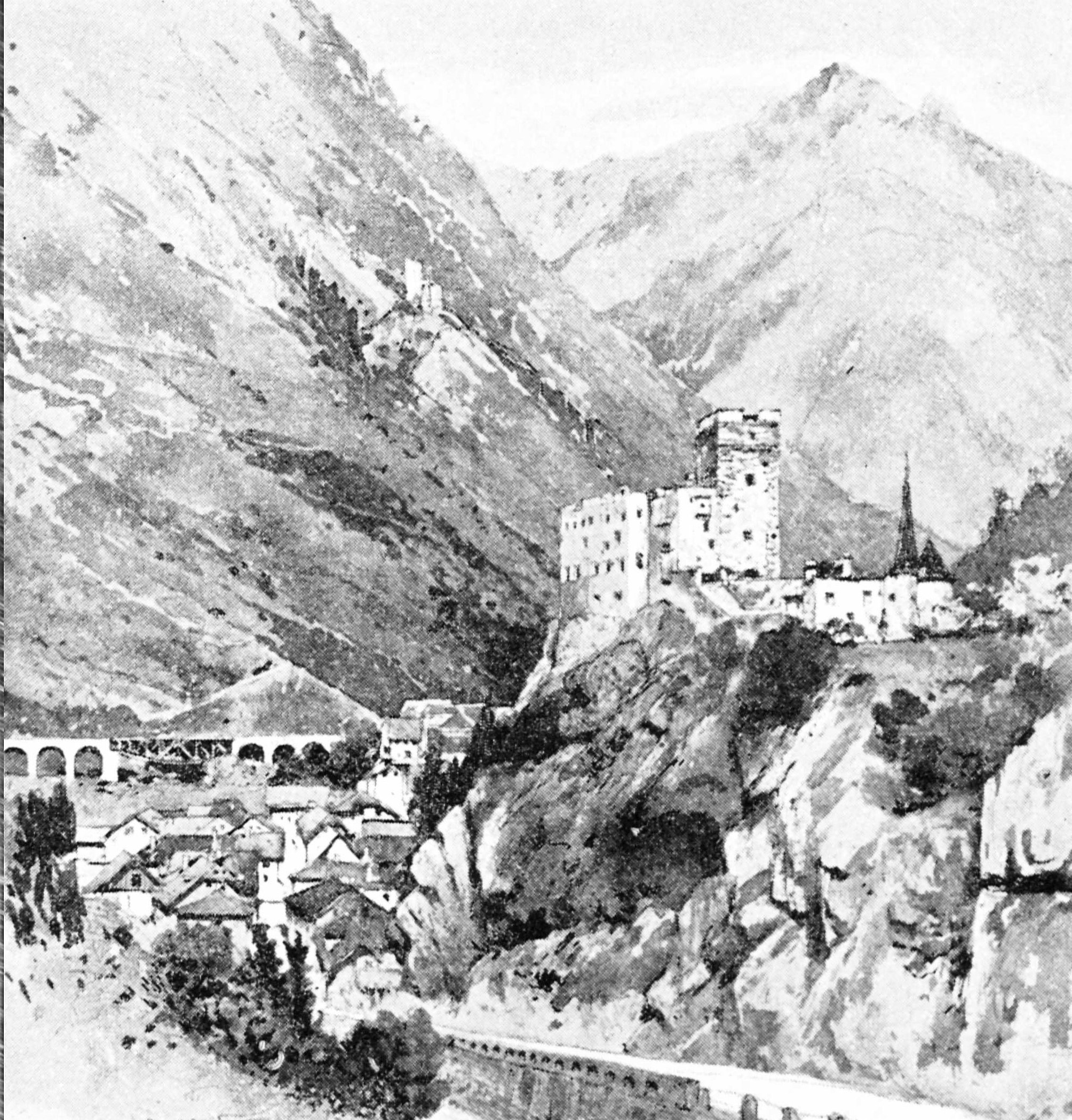
Tony Grubhofer: Landeck (1899)

Das Schloss Landeck steht im Süden der Stadt Landeck auf einer felsigen Kuppe zwischen östlichen Talgehänge und dem tief eingeschnittenen Inn.

## Geschichte
Ursprünglich als tirolisch landesfürstliche Gerichtsburg im 4. Viertel des 13. Jahrhunderts erbaut, wurde die Burg urkundlich 1296 erstmals erwähnt. Die Burg war als Pflege oder Pfandlehen vergeben, von 1518 bis 1549 an die Burg Schrofenstein, von 1549 bis 1705 an die Gienger. Zeitweise war die Pfandschaft in den Händen der Grafen von Spaur. Seit 1706 wurden landesfürstliche Richter mit der Verwaltung betraut. 1840 wechselte der Gerichtssitz in einen ehemaligen Ansitz in der Herzog-Friedrich-Straße und die Burg wurde eine militärische Kaserne. 1942 kaufte die Stadt Landeck das Schloss, worauf die Restaurierung und eine zeitgemäße Gestaltung von 1967 bis 1973 zum Bezirksmuseum Landeck erfolgten.

## Burg
Anfangs eine einfache trapezoide Anlage mit südlichen Bergfried, nördlichem rechteckigem Palas und verbindender Ringmauer. Im 15. Jahrhundert und Anfang 16. Jahrhundert wurde der Burghof verbaut, westlich mit der Burgkapelle hl. Stephan, östlich mit Nebentrakten. Unterhalb der Burg wurden an drei Seiten Zwingeranlagen und eine Vorburg gebaut mit drei dreiviertelrunden Ecktürmen und Schlüsselscharten.